# Телук-Елпапутіх
Телу́к-Елпапуті́х (індонез. Teluk Elpaputih) — один з 14 районів округу Центральне Малуку провінції Малуку у складі Індонезії. Розташований у центральній частині острова Серам. Адміністративний центр — село Тананаху.

## Адміністративний поділ
До складу району входять 7 сіл:
| Населений пункт | Населення, осіб (2010) |
| --------------- | ---------------------- |
| Варака, село    | 2239                   |
| Васья, село     | 254                    |
| Ліанг, село     | 1458                   |
| Самасуру, село  | 2303                   |
| Санаху, село    | 899                    |
| Сахулау, село   | 1182                   |
| Тананаху, село  | 2487                   |